# Joachim Boldt (Mediziner)
Joachim Boldt (* 29. September 1954) ist ein deutscher Anästhesiologe. Er galt als einer der führenden Forscher auf dem Gebiet kolloidaler Infusionslösungen, bis er des Wissenschaftsbetrugs durch Datenfälschung und Missachtung ethischer Standards überführt wurde. Boldt verlor am 26. November 2010 seine Stelle als Chefarzt für Anästhesiologie und Intensivmedizin am Klinikum Ludwigshafen. Er trat aus der Deutschen Gesellschaft für Anästhesiologie und Intensivmedizin aus. Seine außerplanmäßige Professur wurde ihm von der Justus-Liebig-Universität Gießen aberkannt.

## Leben und Wirken
Joachim Boldt studierte von 1974 bis 1975 zuerst Chemie an der Ruhr-Universität Bochum. 1975 wechselte er das Studienfach sowie die Universität und studierte bis 1980 Medizin an der Philipps-Universität Marburg. Sein Praktisches Jahr (PJ) absolvierte er 1981/1982 am Evangelischen Jung-Stilling-Krankenhaus Siegen, wo er danach seine Weiterbildung in der Abteilung für Anästhesie begann. 1982 wurde er an der Philipps-Universität Marburg promoviert. Er wechselte im gleichen Jahr als Weiterbildungsassistent an die Abteilung für Anästhesie und Operative Intensivmedizin der Universität Gießen, wo er 1987 die Weiterbildung als Facharzt für Anästhesiologie und Intensivmedizin abschloss und sich an der Universität habilitierte.
Er war danach weiter als Hochschulassistent in Gießen tätig und wurde 1990 zum Privatdozenten ernannt. 1993 verlieh ihm die Universität Gießen den Titel des außerplanmäßigen Professors. Zum 1. Januar 1996 wechselte Boldt als Chefarzt und Direktor der Klinik für Anästhesiologie und Operative Intensivmedizin an das Klinikum der Stadt Ludwigshafen am Rhein. 2009 stand er dem Deutschen Anästhesiecongress (DAC) in Leipzig als Kongresspräsident vor. In Ludwigshafen war er bis zum 26. November 2010 tätig. Wegen eines Wissenschaftsskandals wurde ihm die Chefarztstelle entzogen und im Februar 2011 von der Universität Gießen der Professorentitel wegen Untätigkeit in der Lehre aberkannt.

## Wissenschaftsskandal
Bereits 2005 hatte die Gießener Staatsanwaltschaft gegen Boldt und Kollegen wegen Datenmanipulation und illegaler Studien am Menschen mit Hydroxyethylstärke (HES) ermittelt. Der Fall machte nach einer Veröffentlichung in der Gießener Allgemeinen Zeitung bundesweit Schlagzeilen. Die Vorwürfe konnten jedoch nicht belegt werden.
Rund 70 Fachartikel hatte Boldt über Hydroxyethylstärke veröffentlicht, meist mit positiver Bewertung des Medikaments. Dies entspricht 0,68 % der Gesamtliteratur zu HES.
Am 28. Oktober 2010 zog der Herausgeber der Zeitschrift Anesthesia & Analgesia eine Publikation Boldts zurück, die 2009 publiziert worden war. Nach Zweifeln an der Korrektheit der Daten war eine wissenschaftliche Kommission zu dem Schluss gekommen, dass es keinen überzeugenden Beweis dafür gebe, dass die der Veröffentlichung zugrundeliegende Studie durchgeführt wurde.
Die Herausgeber von 16 internationalen Fachzeitschriften zogen zahlreiche weitere Veröffentlichungen Boldts zurück, nachdem eine Analyse der Landesärztekammer Rheinland-Pfalz ergeben hatte, dass bei 89 von insgesamt 102 Studien keine Genehmigung der Ethikkommissionen nachweisbar war. Die Association of Surgeons of Great Britain and Ireland kündigte daher an, ihre Leitlinien zu überprüfen, da sich sechs von insgesamt 142 Fußnoten in den Guidelines on Intravenous Fluid Therapy for Adult Surgical Patients (GIFTASUP) auf Arbeiten von Boldt bezogen. Das Präsidium der Deutschen Gesellschaft für Anästhesiologie und Intensivmedizin stellte jedoch noch am 21. Februar 2011 in einer Stellungnahme fest, dass „der klinische Einsatz von HES gegenwärtig nicht neu bewertet werden muss“, da Boldt weder an Zulassungsstudien noch an Untersuchungen in der Notfall- und Intensivmedizin beteiligt gewesen sei.
Die Bundesärztekammer zog den Abschnitt 5 der aktuellen Querschnitts-Leitlinien zur Therapie mit Blutkomponenten und Plasmaderivaten zu Therapieempfehlungen mit Humanalbumin, den Boldt verfasst hatte, zur Überarbeitung zurück.
Aus der AWMF-S3-Leitlinie Intensivmedizinische Versorgung herzchirurgischer Patienten – Hämodynamisches Monitoring und Herz-Kreislauf-Therapie wurden 14 Publikationen entfernt, nachdem die Landesärztekammer Rheinland-Pfalz nach einer Analyse bekannt gegeben hatte, dass bei 89 von insgesamt 102 Studien der Autorengruppe um Boldt keine Genehmigung der Ethikkommissionen vorgelegen habe. Die Leitlinie erschien im Dezember 2017 in einer neuen Version.
Die Affäre um Joachim Boldt fand große internationale Beachtung und wurde auch als größter Wissenschaftsskandal seit dem Fall Wakefield bezeichnet. Eine unabhängige Untersuchungskommission bestätigt in ihrem am 8. August 2012 veröffentlichten Abschlussbericht die schweren Vorwürfe.
Aufgrund neuerer Studien zum Nutzen-Risiko-Verhältnis empfahl der Pharmakovigilanzausschuss für Risikobewertung (Pharmacovigilance Risk Assessment Committee, PRAC) der Europäischen Arzneimittel-Agentur (European Medicines Agency) am 14. Juni 2013 den Widerruf der Marktzulassung für Produkte, die Hydroxyethylstärke enthalten. Bislang kam es in Deutschland zwar nicht zu dem Widerruf der Marktzulassung, wohl aber zu sehr umfangreichen Indikationseinschränkungen (Anwendungsmöglichkeiten). Zuletzt wurden diese im August 2018 insoweit verschärft, dass nur noch spezielle Zentren für die Anwendung von HES zugelassen werden. Darüber informierte das Bundesinstitut für Arzneimittel und Medizinprodukte in einem Rote-Hand-Brief und im März 2019 in einem Blaue-Hand-Brief (behördlich genehmigtes Schulungsmaterial).
Einer Empfehlung der Universität Gießen, alle Arbeiten von Boldt zurückzuziehen, folgte das British Journal of Anaesthesia mit 13 weiteren Papers im August 2020 und Anesthesia & Analgesia mit weiteren 10 Publikationen im November 2020. Inzwischen sind bis Ende  Mai 2025 insgesamt 220 Publikationen von Joachim Boldt zurückgezogen worden. Laut dem Blog „retraction watch“ ist er damit an erster Stelle weltweit bezüglich der Anzahl zurückgezogener Publikationen.
Als weitere Konsequenz im „Boldt-Komplex“ entzog die Justus-Liebig-Universität Gießen im Januar 2013 in zwei Fällen den Doktorgrad. In einer Mitteilung der Universität hieß es: „Sowohl bei dem ehemaligen Boldt-Doktoranden P. als auch bei der betroffenen Ärztin T. geht der Promotionsausschuss nach einer ausführlichen Prüfung davon aus, dass gegen die Grundsätze zur Sicherung guter wissenschaftlicher Praxis verstoßen und getäuscht wurde.“ Durch Urteil vom 15. Oktober 2013 (AZ 3 K 1293/12) hob das Verwaltungsgericht Gießen die Promotionsentziehung im Fall der Ärztin T. wieder auf. Das Urteil ist jedoch noch nicht rechtskräftig.

## Schriften (Auswahl)
- Arterielles Gefässsystem und high density lipoprotein (HDL) bei über Achtzigjährigen. Dissertation, Philipps-Universität Marburg 1982
- Einfluss unterschiedlicher Ventilations- und Perfusionsmuster während extrakorporaler Zirkulation auf den pulmonalen Hydratationszustand. Habilitationsschrift, Justus-Liebig-Universität Gießen 1987.
- mit Johannes Treib: Volume therapy. Springer Verlag, 2000, ISBN 3-540-65749-5.
- mit Hans-Anton Adams: Volumenersatztherapie. Thieme Verlag, 2001, ISBN 3-13-125081-X.
- Aktuelle Perspektiven in der Volumenersatztherapie. UNI-MED, 2002, ISBN 3-89599-548-7.
- Hämodynamisches Monitoring. UNI-MED, 2007, ISBN 978-3-89599-216-2.